# Celso Ayala
Celso Rafael Ayala Gavilán (Asunción, 20 augustus 1970) is een Paraguayaans voormalig voetballer. De centrale verdediger had zijn gouden tijd bij River Plate. Na zijn actieve loopbaan ging hij aan de slag als trainer-coach.

## Clubvoetbal
Celso Ayala maakt zijn debuut in 1990 bij Club Olimpia in Paraguay. Met deze club wint hij in 1993 de Paraguayaanse titel. In 1994 wordt hij gecontracteerd door Rosario Central dat uitkomt in de Primera División in Argentinië. Door zijn goede spel vertrekt hij al na een jaar naar de topclub River Plate. Met deze club wint hij in 1996 de Copa Libertadores en in 1997 de Supercopa Sudamericana.
Begin 1999 vertrekt hij naar Europa en tekent voor Real Betis. Een half jaar later alweer wordt hij aangetrokken door Atlético Madrid om daar een duo te vormen met Carlos Gamarra, zijn partner in het nationale elftal. Het seizoen 1999/00 loopt uit op een teleurstelling, Atlético Madrid degradeert, en Ayala vertrekt naar Brazilië. Hij tekent een jaar later echter voor zijn oude liefde River Plate. In 2005 verlaat de speler de Argentijnse club en tekent voor Colo-Colo. Hiermee wint hij in 2006 de Apertura.

## Nationaal elftal
Ayala was jarenlang een vaste waarde in het Paraguayaans voetbalelftal. Hij vormde een aantal seizoenen een ijzersterk duo in het centrum van de verdediging met Carlos Gamarra. In totaal kwam hij 85 keer uit voor zijn land waarin hij zes doelpunten maakte. Hij was tevens aanwezig met Paraguay op het wereldkampioenschap voetbal 1998 en 2002. Tevens vertegenwoordigde hij zijn vaderland bij de Olympische Spelen van 1992 in Barcelona.

## Carrière
- Club Olimpia (1990-1993)
- Rosario Central (1994 - 1995)
- River Plate (1994-1998)
- Real Betis (1998 - 2000)
- Atlético Madrid (1999-2000)
- São Paulo FC (2000-2001)
- River Plate (2001-2005)
- Colo-Colo (2006)

Bron: Voetbal International